# Nalagarh (Staat)
Nalagarh (auch Hindur) war einer der Fürstenstaaten am Fuße der Shimla Hills im Himalaya-Vorland in der Punjab States Agency von Britisch-Indien. Seine Hauptstadt war der Ort Nalagarh. 
Das Chandella-Rajputen-Fürstentum wurde 1100 von Raja Ajai Chand, einem Sohn des Raja Kahan Chand von Kahlur (Bilaspur), gegründet. 1803–15 war es von Nepal besetzt, 1815–1947 britisches Protektorat.
Das Fürstentum hatte 1901 eine Fläche von 715 km² und 52.500 Einwohner. Der Raja schloss sich am 15. Juli 1948 der Patiala and East Punjab States Union (PEPSU) an und vollzog am 20. August 1948 den Anschluss an Indien. Am 1. November 1956 wurden alle Fürstenstaaten aufgelöst und Nalagarh Teil des Bundesstaates Himachal Pradesh. 